# Конжак (марафон)
Марафон «Конжак» — российское соревнование по скайраннингу. До 2013 года квалифицировался как горный бег. В 2013 году получил статус всероссийского спортивного соревнования по альпинизму (скайраннингу).
Проводится ежегодно в первую субботу июля на горе Конжаковский Камень (высота 1569 м), наивысшей точке Свердловской области. Дистанция — 35-37 км, разность высот — 1225 м. То есть в строгом смысле слова забег марафоном не является.
Первый забег прошёл в 1996 году, в нём приняли участие 14 человек. В 2013 г. финишировало 1304 человека. В 2001 году Михаил Сумочкин (Казань) пробежал дистанцию за 2 часа 58 минут 1 секунду, и этот рекорд долгое время оставался непобитым. В 2018 году спортсмен из Свердловской области Евгений Марков установил новый рекорд – 2 часа 55 минут 8 секунд. Рекорд трассы у женщин с 2016 года принадлежит Антонине Огородниковой (Челябинская область) – 3 часа 35 минут 13 секунд.
В 2013 года забег стал этапом кубка РФ по скайраннингу, и таким образом получил статус всероссийского официального спортивного соревнования по альпинизму на 2013 год. В 2018 году в рамках XXIII Международного горного марафона «Конжак» также прошёл первый чемпионат Свердловской области по трейлраннингу.